# بویول
بویول (به هلندی: Boijl) یک منطقهٔ مسکونی در هلند است که در وست‌استلینگ‌ورف واقع شده‌است. بویول ۸۸۲ نفر جمعیت دارد.